# Гірка (зупинний пункт)
Гі́рка — пасажирський залізничний зупинний пункт Полтавської дирекції Південної залізниці на електрифікованій лінії Полтава-Південна — Кременчук між блокпостом 252 км (3 км) та станцією Кременчук (5 км). Розташований в місті Кременчуці Полтавської області.

## Пасажирське сполучення
На платформі Гірка зупиняються приміські поїзди лише у напрямку Полтави-Південної сполучення Кременчук — Кобеляки / Полтава.